# Station Lichtenfels
Station Lichtenfels is een spoorwegstation in de Duitse plaats Lichtenfels.  Het station werd in 1846 geopend. 